# Ningxia
Ningxia (宁夏回族自治区S, Níngxià Huízú ZìzhìqūP) è una regione autonoma della Cina, confinante a nord con la  Mongolia Interna, a sud con il Gansu e ad est con lo Shaanxi.

## Geografia fisica
La regione è una delle cinque Regioni Autonome delle Minoranze della Cina. La parte settentrionale di Ningxia è la ricca Pianura di Ningxia, che costituisce la più grande pianura nel corso superiore del Fiume Giallo. Deve il suo status autonomo al fatto di essere la regione dove si concentra la popolazione del gruppo etnico Hui.
A partire dal Periodo degli Stati Combattenti, Ningxia è stata una delle più importanti fortezze militari dell'Impero Cinese. Le dinastie Qin, Han, Sui, Tang, e Ming costruirono una grande quantità di tratti della Grande Muraglia e fortezze per difendersi dalle popolazioni nomadi dell'Altopiano Mongolo. Attualmente, la lunghezza totale della Grande Muraglia esistente a Ningxia raggiunge i 1500 chilometri, guadagnandosi il soprannome di "Museo della Grande Muraglia della Cina".
Ningxia si trova tra l'Altopiano Mongolo, l'Altopiano del Loess, il Corridoio di Hexi e l'Altopiano del Qinghai-Tibet, ed è una regione importante lungo la Via della seta. Tra il X e l'inizio del XIII secolo, Ningxia divenne la capitale della Dinastia Xia Occidentale. Il popolo Xia Occidentale creò una propria scrittura unica, che, dal punto di vista della forma, era più complessa dei caratteri cinesi. Gli Xia Occidentali ottennero notevoli successi nell'arte buddista e nella traduzione dei testi sacri buddisti, ed erano famosi in tutta l'Asia orientale per l'industria dei cavalli e la produzione di armi. All'inizio del XIII secolo, gli Xia Occidentali resistettero con forza all'invasione dei Mongoli. Nel 1227, Gengis Khan morì durante l'assedio contro la Dinastia Xia Occidentale, e la maggior parte delle città all'interno del regno fu massacrata dai Mongoli. Kublai Khan ribattezzò la regione "Ningxia", con il significato di "pace e tranquillità per l'Impero Xia Occidentale". Verso la fine del XIII secolo, il viaggiatore italiano Marco Polo passò per Ningxia e annotò che a Yinchuan c'erano tre chiese della setta Nestoriani e che la lana bianca di cammello prodotta in questa zona era considerata la migliore al mondo.
Sebbene Ningxia abbia una superficie ridotta, è ricca di risorse energetiche come energia solare, energia eolica, carbone, gesso e gas naturale, ed è un importante snodo per i progetti di West-East Gas Pipeline e West-East Electricity Transmission. Le riserve di carbone di Ningxia sono al quinto posto in Cina, tra cui il carbone di Taixi è noto come il "Re del Carbone", comparabile al carbone Hongai del Vietnam. Le riserve di gesso di Ningxia sono le più grandi del paese. La base energetica e chimica di Ningdong è uno dei principali centri di energia e chimica della Cina, con il più grande progetto mondiale di produzione di petrolio da carbone. Ningxia è la prima zona di dimostrazione integrata per le energie rinnovabili a livello provinciale in Cina, con una capacità installata di energia eolica e fotovoltaica che si colloca al terzo posto nel paese. Grazie alla fertile pianura alluvionale ai piedi dei Monti Helan e alla variegata morfologia del territorio, negli ultimi 30 anni Ningxia è diventata una delle regioni vinicole più importanti della Cina. Nel 2017, la produzione vinicola di Ningxia rappresentava un quarto di quella cinese, e ha ottenuto eccellenti risultati nei concorsi internazionali di vini, guadagnandosi il titolo di "capitale del vino della Cina".
Il capoluogo Yinchuan (2.900.000 di abitanti ca. nel 2023) sita nella valle del Fiume Giallo è un notevole mercato agricolo ben servito dal locale aeroporto . Prima era nota col nome di Ningsia.

## Geografia antropica

### Suddivisioni amministrative
| Divisione amministrativa di Ningxia | Divisione amministrativa di Ningxia | Divisione amministrativa di Ningxia | Divisione amministrativa di Ningxia | Divisione amministrativa di Ningxia      | Divisione amministrativa di Ningxia | Divisione amministrativa di Ningxia | Divisione amministrativa di Ningxia | Divisione amministrativa di Ningxia | Divisione amministrativa di Ningxia | Divisione amministrativa di Ningxia |
| ----------------------------------- | ----------------------------------- | ----------------------------------- | ----------------------------------- | ---------------------------------------- | ----------------------------------- | ----------------------------------- | ----------------------------------- | ----------------------------------- | ----------------------------------- | ----------------------------------- |
|                                     |                                     |                                     |                                     |                                          |                                     |                                     |                                     |                                     |                                     |                                     |
| №                                   | Codice Divisione                    | Nome inglese                        | Chinese                             | Pinyin Xiao'erjing                       | Superficie km2                      | Abitanti 2010                       | Seat                                | Divisioni                           | Divisioni                           | Divisioni                           |
| №                                   | Codice Divisione                    | Nome inglese                        | Chinese                             | Pinyin Xiao'erjing                       | Superficie km2                      | Abitanti 2010                       | Seat                                | Distretti                           | Counties                            | Città                               |
|                                     | 640000                              | Ningxia Hui Autonomous Region       | 宁夏回族自治区                      | Níngxià Huízú Zìzhìqū نٍ شيَا خُوِ ذُوْ ذِ جِ ثُوْ | 66 000,00                           | 6 301 350                           | Yinchuan                            | 9                                   | 11                                  | 2                                   |
| 1                                   | 640100                              | Yinchuan                            | 银川市                              | Yínchuān Shì ىٍﭼُﻮًا شِ                      | 9 555,38                            | 1 993 088                           | Jinfeng District                    | 3                                   | 2                                   | 1                                   |
| 2                                   | 640200                              | Shizuishan                          | 石嘴山市                            | Shízuǐshān Shì شِذُﻮِشً شِ                    | 1 213,09                            | 725 482                             | Dawukou District                    | 2                                   | 1                                   |                                     |
| 3                                   | 640300                              | Wuzhong                             | 吴忠市                              | Wúzhōng Shì ءُﺟْﻮ شِ                        | 20 394,30                           | 1 273 792                           | Litong District                     | 2                                   | 2                                   | 1                                   |
| 5                                   | 640400                              | Guyuan                              | 固原市                              | Gùyuán Shì ﻗُﻮْﻳُﻮًا شِ                       | 14 412,83                           | 1 228 156                           | Yuanzhou District                   | 1                                   | 4                                   |                                     |
| 4                                   | 640500                              | Zhongwei                            | 中卫市                              | Zhōngwèi Shì ﺟْﻮوِ شِ                       | 16 824,41                           | 1 080 832                           | Shapotou District                   | 1                                   | 2                                   |                                     |